# Vaulx, Haute-Savoie
Vaulx este o comună în departamentul Haute-Savoie din sud-estul Franței. În 2009 avea o populație de 838 de locuitori.

## Evoluția populației
| An        | 1975 | 1982 | 1990 | 1999 | 2006 | 2009 |
| --------- | ---- | ---- | ---- | ---- | ---- | ---- |
| Populație | 413  | 508  | 562  | 738  | 803  | 838  |